# زوزقاوات
الزوزقاوات (الاسم العلمي: )، قبيلة حشرات فراشية من الحورائيات وفُصيلة الزوزقية.

## الأجناس
مرتبة حسب الأبجدية
- فراشة الأخوات Hübner, [1819] – الأخوات
- رقباء Westwood, [1850] – رقباء
- Auzakia Moore, [1898]
- فراشة شراعية Hübner, [1819] – فراشة شراعية
- هارما Doubleday, [1848] – فراشة مُنزلقة
- Kumothales Overlaet, 1940
- Lamasia Moore, [1898]
- Lebadea Felder, 1861
- Lelecella Hemming, 1939
- زوزق Fabricius, 1807  – أميرة الفراش
- Litinga Moore, [1898]
- Moduza Moore, [1881] – فراشة قائدة
- Patsuia Moore, [1898]
- Pandita Moore, 1857
- Parasarpa Moore, [1898]
- Pseudacraea Westwood, [1850] – أكرايا كاذبة
- Pseudoneptis Snellen, 1882 – ملاحة زرقاء
- Sumalia Moore, [1898]
- Tarattia Moore, [1898]